# Tornyi Ildikó
Tornyi Ildikó (Berettyóújfalu, 1983. július 23. –) magyar színésznő.

## Életpályája
Szülei: Tornyi Lajos és Szabó Irma. Gyermekkorát a Hajdú-Bihar megyei Szentpéterszegen töltötte, iskolai évei alatt népitáncolt. 2005-ben végzett a Színház- és Filmművészeti Egyetemen Marton László osztályában, majd a Vígszínházhoz szerződött, ahol 2018-ig volt tag. Férje Szűcs Géza, iskolai népitáncos partnere, eljegyzésük 2010-ben, esküvőjük 2019-ben volt.

## Filmjei
- A mi kis falunk (magyar sorozat, 2024)
- Brigi és Brúnó (magyar sorozat, 2022)
- A Séf meg a többiek (magyar sorozat, 2022)
- Drága örökösök (magyar sorozat, 2019)
- Aranyélet (magyar sorozat, 2018)
- Társas játék (szín., magyar filmsor., 2011)
- Állomás (szín., magyar tévéfilm sor., 2008)
- Otthonod a kávéház (szín., magyar ism. sor., 2008)
- 2003 November (szín., magyar kísérleti f., 2004) színész, narrátor

## Színházi szerepei
- A boldog ember (bemutató: 2008. május 5. Vígszínház)
- A chioggiai csetepaté (bemutató: 2009. március 5. Pesti Színház)
- A Dizőz halála (bemutató: Interaktív Vacsoraszínház)
- A kertész kutyája (bemutató: 2006. március 25. Vígszínház)
- A Magyar Dal gálaestje (bemutató: Vígszínház)
- A modell színész (bemutató: 2005. január 6. Pesti Színház)
- A padlás (bemutató: Vígszínház)
- A tündérlaki lányok (bemutató: 2008. szeptember 27. Vígszínház)
- Arturo Ui feltartóztatható felemelkedése (bemutató: 2004. október 1. Színház- és Filmművészeti Egyetem (Ódry Színpad) )
- Cseresznyéskert (bemutató: 2007. március 17. Vígszínház)
- Csongor és Tünde (bemutató: 2011. október 8. Vígszínház)
- Figaro házassága avagy Egy bolond nap (bemutató: 2008. március 29. Vígszínház)
- Gyilkosság a Vacsorán (bemutató: Interaktív Vacsoraszínház)
- Játék a kastélyban (bemutató: 2009. október 24. Vígszínház)
- Lila akác színész (bemutató: 2006. január 14. Pesti Színház)
- Mikve (bemutató: 2010. október 8. Pesti Színház)
- Minden jó, ha vége jó (bemutató: 2007. szeptember 22. Vígszínház)
- Mindent anyámról (bemutató: 2010. február 27. Pesti Színház)
- Pán Péter (bemutató: 2006. október 14. Vígszínház)
- Period... (bemutató: 2010. december 19. Vígszínház)
- Plasztilin (bemutató: 2005. május 26. Színház- és Filmművészeti Egyetem (Ódry Színpad))
- Száz év magány (bemutató: 2007. január 7. Vígszínház)
- Szomjas oázis - Antológia a női testről (bemutató: Vígszínház)
- Szonettek (bemutató: 2005. július 10. Gyulai Várszínház)
- Tévedések vígjátéka (bemutató: 2004. október 9. Vígszínház)
- Tom Jones (bemutató: 2011. március 5. Pesti Színház)
- Úrhatnám polgár (bemutató: 2007. december 30. Vígszínház)
- Valaki kopog (bemutató: 2003. december 18. Színház- és Filmművészeti Egyetem (Ódry Színpad))
- Virrasztás (bemutató: 2005. február 18. Színház- és Filmművészeti Egyetem (Ódry Színpad))
- Vörös és fekete (bemutató: 2008. december 13. Vígszínház)

## Díjai, elismerései
- A legígéretesebb pályakezdő díj (2006)
- Varsányi Irén-emlékgyűrű (2007)
- Junior Prima díj (2008)
- Ajtay Andor-emlékdíj (2014)